# Яцек Єрка
Яцек Єрка (пол. Jacek Yerka; нар. 1952, Торунь) — псевдонім польського художника-ілюстратора Яцека Ковальського. На ранніх роботах автора можна побачити літеру «К» замість «YERKA» на пізніших.

## Біографія
Яцек народився на півночі Польщі у 1952 році. Майбутній художник ріс в оточенні середньовічної архітектури, що дивом вціліла під час Другої світової війни. Околиці будинку і бабусина кухня, де юний Яцек проводив багато часу справили величезний вплив на творчість художника. 
"мені здається, 50-ті були такою собі Золотою Добою. Це щасливі роки мого дитинства, сповнені чарівністю навколишнього світу. У моїх працях це відображається у будівлях, меблях та різних довоєнних дрібничках. Якби мені було необхідно намалювати комп'ютер, я б неодмінно приклав довоєнну естетику і до нього."— Яцек Єрка.

## Творчість
Свою першу картину, за словами художника, він намалював ще до вступу в коледж. Яцек Єрка вивчав графіку на Факультеті образотворчого мистецтва в Університеті ім. Ніколи Коперника у місті Торунь. Спершу його викладачі намагалися навчити його малювати у сучаснішій абстрактній, менш деталізованій манері, але художник вбачав у цьому спробу викладачів погіршити його власний стиль. З часом вчителі залишили ці спроби, побачивши незвичайний талант свого учня.
Яцек спочатку намагався малювати імпресіонізм і абстракцію. Його надихали такі митці, як Ієронім Босх і Ян ван Ейк. У 1970-і малював плакати, з 1980 року виконував багато робіт на замовлення. В 1996 році він став додавати пастель до своїх типово акрилових робіт.

## Стиль
Стиль Яцека Єрки критики відносять до реалістичного сюрреалізму та фентезі. Ретельно промальовані полотна Яцека Єрки сповнені відлунням відомих сюрреалістів минулого, від Єроніма Босха і Пітера Брейгеля до Сальвадора Далі та Рене Магрітта.
Свої картини Єрка зазвичай починає з графітного етюду, переходячи до малюнка олівцем і пастелі перед нанесенням акрилових фарб. Його картини різнобарвні, центральними фігурами є дерева, міста, будинки та вода. Вони можуть перетворюватися одні на інші чи незвичайним чином поєднуватися: гори стають хвилями, річки течуть угору.
Американський письменник-фантаст Гарлан Еллісон був настільки вражений працями Єрки, що спеціально написав 13 оповідань для «Полів розуму» — першої книги праць Єрки, опублікованої 1994 року. Кожне оповідання стосується однієї з картин, що увійшли до «Полів розуму». У 1999 р. вийшла інша книга цього польського художника «The Fantastic Art of Jacek Yerka» — портфоліо з 21 праці.
У 1995 році Яцек Єрка отримав престижну премію «World Fantasy Award» як найкращий художник.
Праці Яцека Єрки виставляються у Польщі, Німеччині, Франції, Монако, США.